# گوآواتا
گوآواتا (انگلیسی: Guavatá) نام یک منطقه مسکونی در کلمبیا است.